# Johan Vorstwijk
Johan Vorstwijk (20 de diciembre de 1967) es un exfutbolista y entrenador de fútbol surinamés. 

## Trayectoria como jugador

### Carrera profesional
Formado en la cantera del SV Robinhood, Vorstwijk se desempeñó en el seno de ese club en los años 90. Jugó en la posición de defensa.

### Selección nacional
Vorstwijk fue internacional con la selección de Surinam. Participó en dos eliminatorias mundialistas (1994, 1998), jugando en total 4 partidos de clasificatorias al Mundial.

## Trayectoria como entrenador
Vorstwijk se desempeñó como formador y entrenador del equipo sub-20 del SV Robinhood. Actualmente es asistente técnico de Roberto Gödeken, entrenador de la selección de fútbol de Surinam.

## Palmarés (jugador)

### Campeonatos nacionales
| N.º | Título                      | Club         | País    | Temporada / Año |
| --- | --------------------------- | ------------ | ------- | --------------- |
| 1   | Primera división de Surinam | SV Robinhood | Surinam | 1993-94         |
| 2   | Supercopa                   | SV Robinhood | Surinam | 1994            |
| 3   | Primera división de Surinam | SV Robinhood | Surinam | 1994-95         |
| 4   | Supercopa                   | SV Robinhood | Surinam | 1995            |